# Straminergon stramineum
Straminergon stramineum ist eine Laubmoos-Art aus der Familie Calliergonaceae. Deutsche Namen sind Strohgelbes Neuschönmoos, Strohgelbes Schönmoos, Strohmoos.

## Merkmale
Es sind mittelgroße, gelbgrüne bis strohfarbene Pflanzen, die kleinere Rasen bilden oder einzeln in Torfmoosbeständen wachsen. Die aufsteigenden oder aufrechten Stämmchen sind meist astlos. Die Blätter sind locker dachziegelig anliegend oder aufrecht abstehend, eilänglich, die Blattspitze breit abgerundet und kapuzenförmig eingebogen. Oft wachsen aus dem Rücken der Blattspitze Büschel von roten Rhizoiden. Die einfache Blattrippe reicht bis über die Blattmitte. Die Zellen der Blattmitte sind verlängert linealisch, am Blattgrund neben der Rippe kürzer und breiter. Die aufgeblasenen, hyalinen Blattflügelzellen bilden eine deutlich abgesetzte, am Stämmchen herablaufende Gruppe.
Die Art ist diözisch. Sie fruchtet nur sehr selten. Die Seta ist bis 5 Zentimeter lang, die Sporenkapsel eilänglich-zylindrisch.

## Standortansprüche und Verbreitung
Das Moos wächst in Nieder- und Zwischenmooren, auch in abgetorften ehemaligen Hochmooren, in Sümpfen und Nasswiesen. 
In Mitteleuropa ist es von der Ebene bis in die Hochregionen der Alpen zu finden. Weltweit kommt es neben Europa auch in Teilen Asiens, in Zentralafrika, in Nordamerika und im nordwestlichen Südamerika vor.

## Systematik
Straminergon stramineum ist die einzige Art der Gattung Straminergon; sie war früher der Gattung Calliergon zugeordnet. Das entsprechende Synonym ist Calliergon stramineum (Brid.) Kindb.